# Kasi Nayinar Pararacacekaran
Kasi Nayinar Pararacacekaran (tàmil காசி நயினார் பரராஜசேகரன்) (mort 1570) fou un rei que va governar el regne de Jaffna en el període caòtic després de la mort de Cankili I (1565), i va enderrocar a Puviraja Pandaram. No era de família reial, el qual operava en el seu perjudici; els seus enemics es van apropar portuguesos, que governaven a Mannar.
Els portuguesos van utilitzat aquesta oportunitat i van combatre a Kasi Nayinar, al que van agafar i va ser empresonat (vers 1565). Els portuguesos van nomenar un rei de nom desconegut però que era fill de Puviraja Pandaram, que aviat va esdevenir víctima als seguidors de Kasi Nayinar (1565)
Després que fou rescatat, altre cop va governar Jaffna però fou enverinat (1570) pel seu criat amb el suport dels portuguesos. El va succeir Periya Pillai Pandaram